# Blies-Schweyen
Blies-Schweyen (deutsch Bliesschweyen) ist ein Ortsteil von Blies-Guersviller (Frankreich) in der Region Grand Est (bis 2015 Lothringen).

## Geografie
Bliesschweyen liegt an der Blies, die hier die Grenze zu Deutschland bildet. Auf der anderen Seite des Flusses liegt das saarländische Dorf Bliesmengen-Bolchen.

## Geschichte
Der Ort teilte im Mittelalter die Geschicke des Hofes Wölferdingen. 1661 verkauften die Herren von Helmstatt Wölferdingen an die Herren von der Leyen.
1781 kam Wölferdingen mit Wustweiler und Bliesschweyen durch einen Gebietstausch unter französische Herrschaft. 1811 wurden Bliesschweyen und Bliesgersweiler zu einer Gemeinde vereinigt.

## Wirtschaft
Am 7. Oktober 1892 gründeten die Gebrüder Adt nach dem Aufkauf dreier Mühlen mit Wasserrechten die „Blies-Elektrizitätswerke“, ein Wasserkraftwerk, das neben den Adt'schen Fabriken auch diverse Privatkunden und seit 1907 die Gemeinde Ensheim mit Strom belieferte. Das Werk wurde mit den übrigen in Lothringen gelegenen Werken der Gebrüder Adt nach dem Ersten Weltkrieg enteignet.
Koordinaten: 49° 9′ 11″ N, 7° 6′ 18″ O

## Belege
1. ↑  Hans-Walter Herrmann, Hanns Klein: Geschichtliche Landeskunde des Saarlandes, Band 3, Teil 2, Saarbrücken 1977. Schnipsel